# Markus Wolf
Markus Johannes "Mischa" Wolf (født 19. januar 1923 i Hechingen, død 9. november 2006 i Berlin) var tidligere leder af opklaringsenheden i det tidligere Østtysklands sikkerhedsministerium Ministerium für Staatssicherheit (kaldet Stasi).